# Tōryanse
'Tōryanse' (Japans: 通りゃんせ) is een Japans kinderlied dat verbonden is met een poortspel. De origine is onduidelijk, maar vermoed wordt dat het is ontstaan in de Edoperiode en dat het gaat over een burger en een bewaker. Anderen denken dat het gelinkt kan worden aan het Shichi-Go-San-ritueel, dat hoogstwaarschijnlijk ontstond in de Heianperiode.

## Tekst
| Japans:                     | Romaji:                        | Vertaling:                                        |
| 通りゃんせ 通りゃんせ       | Tōryanse, tōryanse             | Je mag binnenkomen, je mag binnengaan             |
| ここはどこの 細道じゃ       | Koko wa doko no hosomichi ja?  | Welke weg is dit smalle pad?                      |
| 天神さまの 細道じゃ         | Tenjin-sama no hosomichi ja    | Dit is het smalle pad van de Tenjin-schrijn       |
| ちっと通して 下しゃんせ     | Chitto tōshite kudashanse      | Laat me doorgaan alsjeblieft                      |
| 御用のないもの 通しゃせぬ   | Goyō no nai mono tōshasenu     | Diegene zonder goede redenen zullen niet doorgaan |
| この子の七つの 御祝いに     | Kono ko no nanatsu no oiwai ni | Om de 7e verjaardag van dit kind te vieren        |
| 御札を納めに 参ります       | Ofuda wo osame ni mairimasu    | We zijn gekomen om hier onze ofuda te offeren     |
| 行きはよいよい 帰りはこわい | Iki wa yoi yoi, kaeri wa kowai | Binnengaan is makkelijk, maar teruggaan is eng    |
| こわいながらも              | Kowai nagara mo                | Het is eng maar                                   |
| 通りゃんせ 通りゃんせ       | Tōryanse, tōryanse             | Je mag binnenkomen, je mag binnengaan             |

## Spel
Met dit volksliedje is een poortspel verbonden dat gewoonlijk door kinderen gespeeld wordt, vergelijkbaar met Witte Zwanen, Zwarte Zwanen en London Bridge. Twee spelers nemen elkaars handen vast en vormen een poortboog waar de anderen onderdoor lopen. Wanneer het liedje stopt, laten ze hun handen zakken. Wie dan 'gevangen' wordt, maakt de poort voor de volgende ronde.

## Betekenis

### Tenjin
Vanwege het spel en de liedtekst is de populairste theorie dat het liedje zou gaan over mensen die een poortwachter willen overhalen hen binnen te laten. Andere interpretaties zijn echter mogelijk, mede afhankelijk van de visie op de herkomst en achtergrond van het liedje.
De derde regel gaat over de weg naar 'Tenjin-sama'. Tenjin was oorspronkelijk de geliefde dichter en geleerde dichter Sugawara no Michizane, die leefde van 845 tot 903, tijdens de Heianperiode. Hij werd later vergoddelijkt en omgedoopt tot Tenman-Tenjin, een Shinto-god. In het begin was hij een god van natuurrampen, die aanbeden werd om hem gunstig te stemmen en te voorkomen dat hij hen zou vervloeken, maar veel later, in de Edoperiode, begon men hem te zien als een godheid van het studeren Mensen gaan naar zijn schrijn om bijvoorbeeld steun te vragen bij examens en hij wordt bijna nooit meer als een god van natuurrampen beschouwd.
'Tenjin-sama' is de volkse naam van de Miyoshino-schrijn van Kawagoe, wat past in de poortwachter-theorie: men hoopt binnengelaten te worden in het kasteel van Kawagoe.

### Shichi-Go-San
Verderop in het lied blijkt dat men alleen met een goede reden naar binnen mocht; slechts weinigen werden doorgelaten. De motivatie wordt gegeven in de volgende regel: men wil de nieuwe levensfase van het kind vieren die begint met het zevende levensjaar. De kindersterfte, die soms hoog was, gaf aanleiding om mijlpalen ritueel te markeren, niet alleen het bereiken van het zevende jaar, maar ook het derde en het vijfde; oneven aantallen brachten geluk in Oost-Aziatische numerologie. He ritueel, de 'Shichi-Go-San' (七五三, 'zeven-vijf-drie'), ontstond in de Heianperiode en bestaat nog steeds. Met deze leeftijden gaan allerlei gebruiken gepaard. Zo mochten driejarigen uit de samoerai-klasse hun haren laten groeien, jongens van vijf uit diverse klassen mochten een hakama dragen en meisjes van zeven mochten hun kimono dichtmaken met een obi in plaats van een gewoon koord.

### Laatste vers
Het laatste vers is ietwat controversieel en er bestaan uiteenlopende opvattingen over. Het woord 'こわい' na 'teruggaan' heeft 'moeilijk' en 'eng' als connotaties, terwijl het ook de vraag is voor wie dat geldt en waarom. Sommige bronnen beweren dat het lied niet over een ouder van een kind gaat, maar om iemand die misbruik maakt van de festiviteiten om het kasteel binnen te komen, bijvoorbeeld een dief of spion. In elk geval was de bewaking in het kasteel erg streng en wie op een verdacht moment of een vreemde manier naar buiten wilde, werd tegengehouden en ondervraagd. Nog een andere theorie stelt dat het juist voor kinderen eng of gevaarlijk was: tot hun zevende levensjaar werden zij door de goden beschermd, maar daarna niet meer, zodat het terugkeren hen veel zwaarder zal vallen dan het binnengaan.

#### Infanticide
Er doen ook meer macabere theorieën de ronde. Deels omdat mensen nu eenmaal snel naar zulke theorieën grijpen, maar ook omdat het niet ongebruikelijk is dat dergelijke thema's in volksliedjes aan bod komen. Sommige bronnen denken dat het lied gaat over ouders die hun kind willen offeren aan de schrijn. Binnengaan gaat gemakkelijk, maar als ze het kasteel zonder kind willen verlaten, wekken ze argwaan bij de bewakers. De reden waarom ze hun kind willen offeren, verschilt dan weer van theorie tot theorie. Een populaire uitleg is dat het gaat over een slachtoffer van 'kamikakushi', beter bekend onder de Engelse term spirited away, die gebruikt wordt om betekenis te geven aan een plotselinge mysterieuze verdwijning. De term betekent letterlijk 'verborgen door God' en impliceert dat een boze god de persoon wegnam; dit is een terugkerend thema in de film Spirited Away uit 2001. Men gelooft dat zulke mensen later terug zullen opduiken aan een schrijn.
De term werd echter niet alleen voor mysterieuze verdwijningen gebruikt, maar ook om weg te komen met kindermoord. Dit was geen ongebruikelijk fenomeen in het verleden en kwam wereldwijd in veel culturen voor. In Japan werd dit aangeduid als mabiki (間引き), het uitdunnen van scheutjes. Een kind achterlaten of offeren in een schrijn was dus een ideale manier om een 'kamikakushi' in scène te zetten.
Een laatste interpretatie stelt dat het werkwoord gaan (行く) in dit geval duidt op sterven of heengaan en dat het lied gewoon gaat over de onherroepelijke dood.

## Hedendaags gebruik van Tōryanse

### Oversteekplaatsen
In sommige steden is Tōryanse te horen bij het oversteken van de weg. Het liedje begint te spelen wanneer een voetgangerslicht op groen springt. Het is gebaseerd op hetzelfde principe als het spelletje: zo lang het liedje te horen is, ben je veilig en mag je passeren. Maar zodra het deuntje stopt word je 'gevangen'.
(Hierboven is de partituur weergeven en kan het liedje worden beluisterd.)

### Populaire cultuur
Zoals gebruikelijk bij volksliedjes komt Tōryanse in allerlei media voor. Vergeleken met andere populaire kinderspelletjes, zoals het befaamde 'Kagome, Kagome' (かごめかごめ, of 籠目籠目), zijn er wel opmerkelijk weinig publicaties gebaseerd op Tōryanse. Vaak is het te horen op de achtergrond in films, zoals bij Memoirs of a Geisha. In andere gevallen wordt het liedje geciteerd of geparafraseerd, zoals in het computerspel Kantai Collection, waar het 'binnenkomen is makkelijk, maar terugkeren is eng' refereert aan de zeeslag bij het eiland Savo in 1942.

### Online
- Funny Japanese Crossing Music op YouTube
- Toryanse op YouTube
- Shichi-go-san, The 7 – 5 – 3 Festival in Japan and a Japanese Song called Tooryanse, mamalisa.com, 2005

### Artikelen
- Tansman, A. (2008). "Japanese Bridges: A Translation of Yasuda Yojūrō's 'Nihon no Hashi'", in: The Journal of Japanese Studies, Vol. 34, No. 2, pp. 257-294
- Campbell, Patricia Shehan, et al. (1996). "Traditional Songs of Singing Cultures: A World Sampler", Alfred Music Publishing, p. 68

### Boeken
- Drixler, F. (2013). Mabiki: Infanticide and Population Growth in Eastern Japan, 1660-1950, University of California Press